# John McEnroe
John Patrick McEnroe Jr. (* 16. února 1959), v českých zemích známý pod zkomoleninou "Mekenrol", je bývalý profesionální americký tenista.
V letech 1980 až 1985 se opakovaně objevoval na pozici světové jedničky na žebříčku ATP, každý tento rok končil na pozici světové jedničky (s výjimkou r. 1985).
Za svou kariéru vyhrál John McEnroe 77 turnajů ATP ve dvouhře a 78 ve čtyřhře. Ve dvouhře vyhrál 7 grandslamových turnajů, ve čtyřhře 9 (pětkrát Wimbledon, 4x US Open), ve smíšené čtyřhře 1 (1977 French Open).
Drží rekord v poměru vyhraných a prohraných zápasů ve dvouhře 82:3 z roku 1984 v otevřené profi éře (prohrál mj. finále French Open s Ivanem Lendlem a ve finále Davis Cupu s Henrikem Sundströmem). Drží i rekord v sérii vítězných zápasů v řadě (42 z roku 1984).
| Tenista         | John McEnroe           |
| --------------- | ---------------------- |
| Australian Open | nevyhrál               |
| French Open     | nevyhrál               |
| Wimbledon       | 1981, 1983, 1984       |
| US Open         | 1979, 1980, 1981, 1984 |
| Celkem          | 7                      |

## Zajímavosti

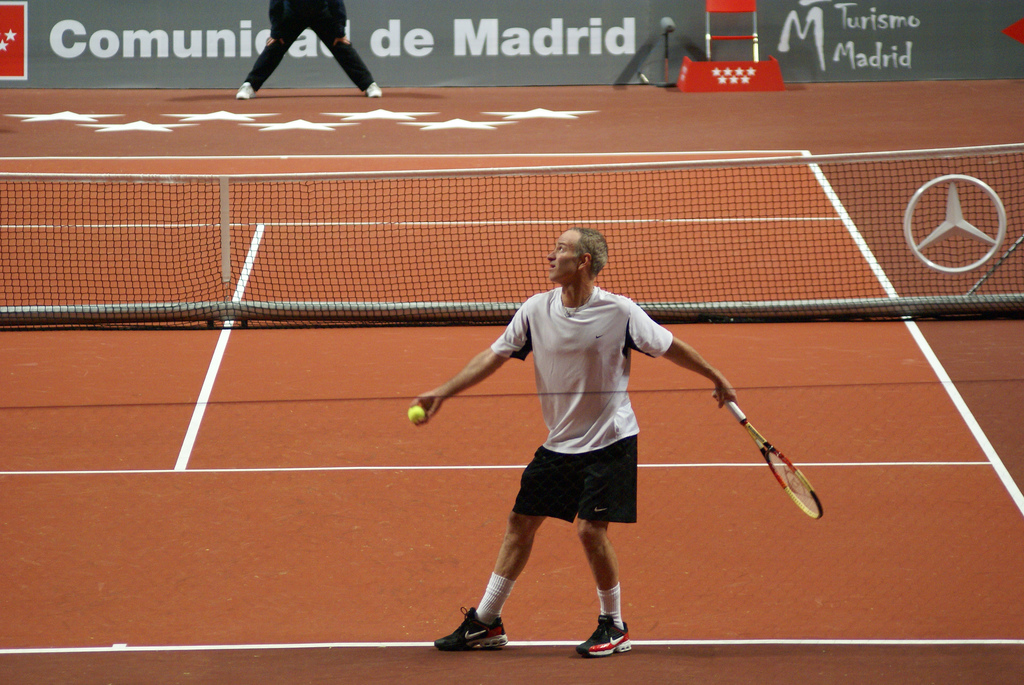
John McEnroe v Madridu na turnaji Masters Senior 2007

- McEnroe byl znám svou bouřlivou povahou, často se hádal s rozhodčími o sporné míče a to i velice nevybíravým způsobem.[1] Jednou se dokonce nechal slyšet, že „rozhodčí je na kurtu největší nepřítel“. Někdy nezůstávalo jen u rozhodčích a polemikou o sporné míče: John McEnroe též v několika případech slovně napadal své soupeře a v jednom případě i jednoho z reportérů, kterému po prohraném finále rozbil jeho vybavení. Klení a výbuchů hněvu byli diváci svědky i v jeho pokročilém věku.[2][3] Na to v jednom interview odpověděl, že toho lituje, ale je to součást jeho povahy.[4]
- Má se za to, že konkrétně jeho chování si vynutilo přitvrzení pravidel ATP - podobné výstřelky jsou od té doby disciplinárně trestány.
- McEnroe hrál i v několika filmech, vesměs s tenisovou tematikou.[5]
- Mimo tenis je poměrně dobrým hráčem na elektrickou kytaru.
- Věnuje se i komentátorské činnosti, pro americké televizní stanice CBS a NBC komentuje přímé přenosy z tenisových turnajů.